# Liste der Ministerien im Kosovo
Die Regierung der Republik Kosovo hat seit den letzten Parlamentswahlen von 2017 insgesamt 23 Minister. Die Anzahl der Ministerien kann jedoch in oder nach der Amtszeit eines Regierungskabinetts variieren, denn laut kosovarischer Verfassung legt es selber die Anzahl der Ministerien fest.

## Ministerien
| Ministerium/Amt                                                           | Minister             | Partei                |
| ------------------------------------------------------------------------- | -------------------- | --------------------- |
| Ministerpräsident                                                         | Albin Kurti          | VVS                   |
| Stellvertreter des Ministerpräsidenten                                    | Fatmir Limaj         |                       |
| Stellvertreter des Ministerpräsidenten                                    | Enver Hoxhaj         |                       |
| Außenministerium Stellvertreter des Ministerpräsidenten                   | Behgjet Pacolli      | AKR                   |
| Ministerium für europäische Integration                                   | Dhurata Sadiku-Hoxha | PDK                   |
| Justizministerium                                                         | Abelard Tahiri       | PDK                   |
| Ministerium der Sicherheitskräfte des Kosovo (Verteidigungsministerium)   | Unbekannt            | -                     |
| Innenministerium                                                          | Xhelal Sveçla        | VVS                   |
| Finanzministerium                                                         | Bedri Hamza          | PDK                   |
| Ministerium für Handel und Industrie                                      | Bajram Hasani        | NISMA                 |
| Ministerium für Kultur, Jugend und Sport                                  | Kujtim Gashi         | PDK                   |
| Ministerium für Wirtschaftsentwicklung                                    | Valdrin Luka         | AKR                   |
| Ministerium für Bildung, Wissenschaft und Technologie                     | Shyqiri Bytyqi       | NISMA                 |
| Ministerium für Lokalverwaltung                                           | Ivan Todosijević     | SL                    |
| Ministerium der Öffentlichen Verwaltung                                   | Mahir Yağcılar       | KDTP                  |
| Ministerium für Infrastruktur                                             | Liburn Aliu          | Lëvizja Vetëvendosje! |
| Ministerium für Landwirtschaft, Forstwirtschaft und Ländliche Entwicklung | Minister entlassen   |                       |
| Gesundheitsministerium                                                    | Uran Ismaili         | PDK                   |
| Ministerium für Arbeit und Sozialen Wohlstand                             | Skender Reçica       | NISMA                 |
| Ministerium für Umwelt und Raumplanung                                    | Albena Reshutaj      | AKR                   |
| Ministerium für Rückkehr und Ethnien                                      | Dalibor Jevtić       | SL                    |
| Ministerium der Diaspora                                                  | Dardan Gashi         | AKR                   |
| Ministerium für Innovation                                                | Besim Beqaj          | PDK                   |
| Ministerium für regionale Entwicklung                                     | Rasim Demiri         | KV                    |